# Dränkningarna i Nantes

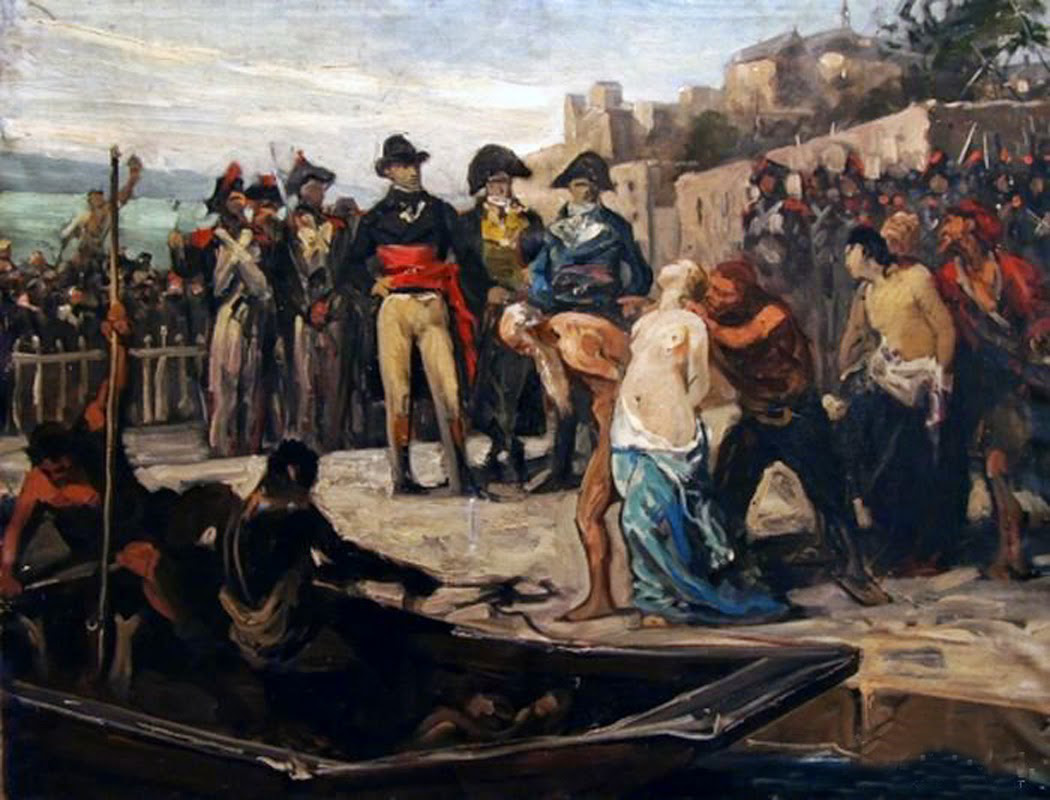
Les noyades de Nantes en 1793. Målning av Joseph Aubert 1882, dränkningarna i Nantes.

Dränkningarna i Nantes (Franska: Noyades de Nantes) var en rad massavrättningar genom drunkning som ägde rum i Nantes under 1793 och 1794 mot kontrarevolutionärer under skräckväldet.  Jean-Baptiste Carrier sändes år 1793 till Nantes för rensa staden på statsfiender sedan ett rojalistiskt uppror hade slagits ned.  En del av de dömda i revolutionsdomstolen fördes med båtar eller pråmar ut och dränktes i floden Loire. Tusentals män, kvinnor och barn i alla åldrar avrättades på detta sätt. 